# Мозгляков, Николай Владимирович
Никола́й Влади́мирович Мозгляко́в (род. 23 сентября 1984, Златоуст, Челябинская область, РСФСР, СССР) — российский педофил, насильник и убийца. В 2008 году был приговорён к пожизненному лишению свободы. Некоторые СМИ назвали его преступление «самым жутким преступлением над детьми за всю историю Южного Урала».

## Биография

### Детство и юность
Николай Мозгляков родился 23 сентября 1984 года в Златоусте. Имел двух братьев. Детские и юношеские годы провёл в социально неблагополучной обстановке. Отец ушёл из семьи ещё до его рождения. Детей воспитывали мать и отчим, подвергавший Николая агрессии. Мать также часто часто унижала его и наказывала за любые проступки. Однажды она привязала маленького Николая к кровати, а двум другим сыновьям приказала избивать его ногами.
После окончания шестого класса бросил школу. В дальнейшем был трижды судим за кражи и причинение тяжкого вреда здоровью, первый раз  был осуждён в 14 лет. Во время отбытия наказания Мозгляков был опущенным, то есть принадлежал к низшей касте в тюремной иерархии и подвергался физическим нападкам и сексуальному насилию со стороны сокамерников. Последний раз освободился в августе 2007 года. После выхода на свободу как ранее судимый испытывал проблемы с трудоустройством, перебивался воровством и случайными заработками.

### Преступление
1 апреля 2008 года в Златоусте пропали 3 школьницы — Аня Лютая, её сестра Лера Лютая и их подруга Аня Мохнаткина. Мозгляков встретил трёх девочек, когда они шли домой после школы. Он напал на одну из них, приставил нож к горлу и, угрожая убить, заставил её сестру с подругой пойти с ним. На окраине местного кладбища он изнасиловал всех троих, после чего нанёс им множественные ранения ножом. Убийца не понял, что Лера осталась жива.
На следующий день тела убитых девочек были обнаружены. Рядом на железнодорожных путях нашли и еле живую Леру. Она смогла описать убийцу. С её слов был составлен фоторобот. Девочка запомнила, что у убийцы на руке была татуировка в виде паука, и сказала, что во время изнасилования этот человек улыбался.

### Арест, следствие и суд
В первые же дни были опрошены несколько тысяч человек. Вскоре по подозрению в убийстве был арестован безработный Николай Мозгляков. Он совсем недавно освободился из тюрьмы, где сидел за кражи. У него были обнаружены нож (позже было установлено, что именно этим ножом было совершено убийство) и учебники убитых девочек. Одноклассники убитых девочек рассказали на следствии, что Мозгляков приходил на школьный двор и общался там с детьми.
Александр Войтович, прокурор Челябинской области:
Мы же изъяли у него ту обувь, следы которой были там, на кладбище, где были обнаружены трупы девочек, были изъяты сигареты, которые он там курил, была изъята цепочка одной из девочек, которую он сорвал
Сначала Мозгляков сказал, что ничего не помнит, но потом всё рассказал в подробностях. Он полностью признал свою вину. На процессе улыбался. Был признан вменяемым. 22 декабря 2008 года Николай Мозгляков был приговорён к пожизненному лишению свободы, что стало для него неожиданностью. Обвинение осталось довольно приговором, а родители девочек настаивали на смертной казни. Семья Мозглякова не пришла на процесс. У Мозглякова на момент осуждения был маленький сын. Его семья рассказала, что с детьми Мозгляков отлично ладил и располагал к себе. Мозгляков не рассказал, что толкнуло его на это преступление, в содеянном не раскаивался. На суде много молчал, от последнего слова отказался.

### В заключении
Для отбытия наказания Мозгляков был этапирован в исправительную колонию № 18 Управления Федеральной Службы исполнения наказаний по Ямало-Ненецкому автономному округу, более известную как «Полярная сова» (посёлок Харп). Отбыв в тюремном заключении 10 лет, в 2018 году Мозгляков связался с Следственным управлением Следственного комитета по Москве и дал признательные показание по нападению на 12-летнюю девочку в подъезде жилого дома на Нижней Красносельской улице, сопряжённом с изнасилованием и разбоем. Мозгляков совершил его 20 марта 2008 года, когда ненадолго приехал в Москву на заработки. Для проведения следственных действий он был переведён в московское СИЗО, где подвергался допросам и принимал участие в следственном эксперименте, в ходе которых его вина была доказана. Также он был опознан выросшей жертвой нападения. В 2019 году Басманный районный суд Москвы признал Мозглякова виновным по всем пунктам обвинения, сохранив пожизненный срок.
В 2023 году Мозгляков написал письмо журналистам, в котором заявлял о невиновности в двойном убийстве, объясняя свои явки с повинной психическим и физическим насилием со стороны сотрудников правоохранительных органов. Мозгляков аргументировал свою невиновность тем, что выжившая девочка Лера Лютая знала его и регулярно пересекалась с ним, но следователям заявила, что нападавший был ей незнаком. Также он отрицал наличие у него в квартире учебников убитых девочек и ножа, которым было совершено убийство, а металлическую цепочку, которую он якобы снял с одной из жертв, он купил давно, чтобы с ней играл домашний кот. Связь Мозглякова с родственниками после его ареста была прервана до января 2009 года, по его словам, это было сделано, чтобы родные не увидели следы пыток на его теле.
В заключении Мозгляков увлёкся изучением уголовно-процессуального кодекса и статей о конституционных правах граждан и в декабре 2024 года обжаловал пожизненный приговор, подав кассационную жалобу в Верховный суд РФ. Однако Верховный суд вернул жалобу оставив без рассмотрения.